# Imunoglobulina E
Imunoglobulina E (IgE) é um anticorpo. Está presente no soro sanguíneo em baixas concentrações. É encontrada na membrana de superfície de basófilos e mastócitos em todos os indivíduos. Tem um papel importante na imunidade ativa contra parasitas helmintos, atraindo os eosinófilos. Cinquenta (50) por cento dos pacientes com doenças alérgicas tem altos níveis de IgE. A específica interação entre o antígeno e a IgE ligada no mastócito resulta em liberação de histamina, leucotrieno, proteases, fatores quimiotáxicos e citocinas. Esses mediadores podem produzir broncoespasmo, vasodilatação, aumento da permeabilidade vascular, contração de músculo liso e quimioatração de outras células inflamatórias (eosinófilos, por exemplo).
Os anticorpos da classe IgE são responsáveis pelos fenômeno anafiláticos  em várias espécies, e particularmente no homem. A concentração dessa classe de Ig é extremamente baixa no soro, e os conhecimentos sobre a estrutura da sua molécula foram possíveis graças ao encontro de pacientes com mieloma de IgE.
O peso molecular da IgE é de 188 kDa, e a cadeia ε isolada pesa cerca de 72,5 kDa. Eletroforeticamente, a IgE migra com a fração mais rápida das gamaglobulinas e sedimenta na fração 8S na ultracentrifugação. A cadeia ε possui cinco domínios(Vh, Cε2, Cε3, Cε4), não possui as regiões extradomínios correspondente à região da dobradiça da cadeia Υ nem o nonadecapeptídeo da extremidade carboxílica da cadeia μ.    